# ونی سر
ونی سر یک روستا در ایران است که در استان زنجان واقع شده‌است. ونی سر طبق سرشماری سال ۱۳۸۵؛  ۱٬۱۰۱ نفر جمعیت دارد. 
محصولات کشاورزی
محصولات کشاورزی این روستا شامل برنج،زیتون،سیر،انار،انجیر سیب زمینی،باقلا و... می باشد که به شهر ها و استان های مختلف کشور صادر می شود.